# Stazione meteorologica di Arezzo San Fabiano
La stazione meteorologica di Arezzo San Fabiano è la stazione meteorologica di riferimento per il Servizio Idrologico Regionale della Toscana relativa all'area rurale attorno alla città di Arezzo.

## Storia
La stazione meteorologica entrò in funzione nel 1876 presso la tenuta di San Fabiano, a nord-est della città di Arezzo.
Dal 1879 le osservazioni effettuate e i dati registrati venivano forniti al Regio Ufficio Centrale di Meteorologia per la loro pubblicazione nei corrispondenti bollettini giornalieri ed annali.
Nel corso del Novecento la stazione meteorologica ha fornito i dati pluviometrici al Ministero dei lavori pubblici per la loro pubblicazione negli Annali Idrologici del Compartimento di Pisa.
Tra il 1876 e il 1943 la stazione meteorologica era ubicata a 22,50 metri di altezza dal terreno, alla sommità di un edificio, per poi essere spostata nel dopoguerra su fondo erboso ad un'altezza di 2,00 metri dal suolo; tuttavia, tra il 1976 e il 1994 il sensore termometrico risultava collocato ad un'altezza di 1,25 metri dal suolo.
Con la regionalizzazione del Servizio Idrografico Nazionale, nel 1998 la stazione meteorologica è entrata a far parte della rete di stazioni del Servizio Idrologico Regionale della Toscana, che nel 2000 ha installato su fondo erboso e ad un'altezza di 2,00 metri dal terreno una stazione termopluviometrica automatica per la fornitura di dati in tempo reale.

## Dati climatologici 1961-1990
In base alla media trentennale 1961-1990 calcolata dall'ENEA sulla base delle osservazioni meteorologiche effettuate nel medesimo trentennio, la temperatura media del mese più freddo, gennaio, si attesta attorno a +4,6 °C; quella del mese più caldo, luglio è di +22,8 °C con elevata escursione termica giornaliera. Le precipitazioni medie annue si attestano 808 mm, mediamente distribuite in 94 giorni di pioggia, e presentano con un picco autunnale, un massimo secondario in primavera inoltrata e minimo relativo in estate. L'umidità relativa media annua fa registrare il valore del 71,5% con valore medio mensile più basso in agosto del 64% e valore medio mensile più alto in novembre dell'80%.
| Arezzo San Fabiano (1961-1990) | Mesi | Mesi | Mesi | Mesi | Mesi | Mesi | Mesi | Mesi | Mesi | Mesi | Mesi | Mesi | Stagioni | Stagioni | Stagioni | Stagioni | Anno |
| Arezzo San Fabiano (1961-1990) | Gen  | Feb  | Mar  | Apr  | Mag  | Giu  | Lug  | Ago  | Set  | Ott  | Nov  | Dic  | Inv      | Pri      | Est      | Aut      | Anno |
| ------------------------------ | ---- | ---- | ---- | ---- | ---- | ---- | ---- | ---- | ---- | ---- | ---- | ---- | -------- | -------- | -------- | -------- | ---- |
| T. max. media (°C)             | 8,4  | 10,1 | 13,5 | 17,1 | 21,8 | 26,2 | 29,9 | 29,6 | 25,3 | 19,2 | 13,3 | 9,3  | 9,3      | 17,5     | 28,6     | 19,3     | 18,6 |
| T. min. media (°C)             | 0,8  | 1,5  | 3,7  | 6,4  | 9,9  | 13,3 | 15,6 | 15,6 | 13,1 | 9,2  | 5,2  | 2,1  | 1,5      | 6,7      | 14,8     | 9,2      | 8,0  |
| Precipitazioni (mm)            | 60   | 54   | 67   | 74   | 78   | 58   | 36   | 44   | 73   | 96   | 96   | 72   | 186      | 219      | 138      | 265      | 808  |
| Giorni di pioggia              | 8    | 8    | 9    | 10   | 10   | 7    | 4    | 4    | 7    | 9    | 9    | 9    | 25       | 29       | 15       | 25       | 94   |
| Umidità relativa media (%)     | 76   | 72   | 68   | 70   | 70   | 69   | 65   | 64   | 69   | 76   | 80   | 79   | 75,7     | 69,3     | 66       | 75       | 71,5 |

## Temperature estreme mensili dal 1879
La temperatura minima assoluta registrata nel lungo periodo in esame risale all'11 gennaio 1985 quando si registrarono -14,5 °C, mentre la temperatura più elevata è rappresentata dai +42,1 °C del 4 agosto 2017.
| Arezzo San Fabiano (1879-2023) | Mesi         | Mesi              | Mesi        | Mesi        | Mesi        | Mesi        | Mesi             | Mesi        | Mesi        | Mesi        | Mesi        | Mesi        | Stagioni | Stagioni | Stagioni | Stagioni | Anno  |
| Arezzo San Fabiano (1879-2023) | Gen          | Feb               | Mar         | Apr         | Mag         | Giu         | Lug              | Ago         | Set         | Ott         | Nov         | Dic         | Inv      | Pri      | Est      | Aut      | Anno  |
| ------------------------------ | ------------ | ----------------- | ----------- | ----------- | ----------- | ----------- | ---------------- | ----------- | ----------- | ----------- | ----------- | ----------- | -------- | -------- | -------- | -------- | ----- |
| T. max. assoluta (°C)          | 19,0 (1989)  | 24,5 (1990, 1991) | 26,1 (2001) | 30,0 (1961) | 34,9 (2009) | 38,6 (2022) | 41,5 (1983)      | 42,1 (2017) | 38,5 (1975) | 32,5 (1970) | 26,0 (2004) | 21,0 (1979) | 24,5     | 34,9     | 42,1     | 38,5     | 42,1  |
| T. min. assoluta (°C)          | −14,5 (1985) | −12,0 (1991)      | −8,9 (2005) | −4,5 (2003) | −1,0 (1970) | 4,7 (1884)  | 8,0 (1970, 1971) | 7,6 (2010)  | 3,0 (1977)  | −2,5 (1974) | −8,0 (1973) | −8,8 (2009) | −14,5    | −8,9     | 4,7      | −8,0     | −14,5 |

## Temperature estreme decadali dal 1879
Di seguito sono riportate le temperature estreme decadali registrate dal 1879 ad oggi, con la relativa data in cui si sono verificate.
| Decadi          | Temperature massime assolute e relative date       | Temperature minime assolute e relative date      |
| --------------- | -------------------------------------------------- | ------------------------------------------------ |
| 1°-10 gennaio   | +18,0 °C l'8 gennaio 1994                          | -12,0 °C il 7 gennaio 1985                       |
| 11-20 gennaio   | +18,4 °C il 19 gennaio 2007                        | -14,5 °C l'11 gennaio 1985                       |
| 21-31 gennaio   | +19,0 °C il 31 gennaio 1989                        | -10,0 °C il 31 gennaio 1963 e il 29 gennaio 1976 |
| 1°-10 febbraio  | +21,5 °C l'8 febbraio 1989                         | -12,0 °C il 7 febbraio 1991                      |
| 11-20 febbraio  | +21,6 °C il 18 febbraio 1950                       | -11,8 °C il 16 febbraio 1929                     |
| 21-29 febbraio  | +24,5 °C il 23 febbraio 1990 e il 25 febbraio 1991 | -9,2 °C il 28 febbraio 2018                      |
| 1°-10 marzo     | +24,0 °C il 3 marzo 1920                           | -8,9 °C il 2 marzo 2005                          |
| 11-20 marzo     | +24,2 °C il 17 marzo 2004                          | -8,5 °C il 17 marzo 1987                         |
| 21-31 marzo     | +26,1 °C il 24 marzo 2001                          | -3,2 °C il 23 marzo 1958                         |
| 1°-10 aprile    | +30,0 °C l'8 aprile 1961                           | -4,5 °C l'8 aprile 2003                          |
| 11-20 aprile    | +28,4 °C il 18 aprile 2013                         | -2,0 °C il 15 aprile 1973 e il 16 aprile 1977    |
| 21-30 aprile    | +29,5 °C il 25 aprile 1962                         | -1,6 °C il 22 aprile 1938                        |
| 1°-10 maggio    | +32,3 °C il 6 maggio 2003                          | -1,0 °C il 1º maggio 1970                        |
| 11-20 maggio    | +33,0 °C il 20 maggio 1920                         | +1,5 °C il 19 maggio 1882                        |
| 21-31 maggio    | +34,9 °C il 25 maggio 2009                         | +3,7 °C il 25 maggio 2004                        |
| 1°-10 giugno    | +35,1 °C il 6 giugno 1964                          | +5,0 °C il 6, 7 giugno 1962 e il 5 giugno 1975   |
| 11-20 giugno    | +37,0 °C il 14 giugno 2003                         | +4,7 °C il 18 giugno 1884                        |
| 21-30 giugno    | +38,6 °C il 27 giugno 2022                         | +6,3 °C il 21 giugno 1884                        |
| 1°-10 luglio    | +40,0 °C il 10 luglio 1916                         | +8,0 °C il 2 luglio 1971                         |
| 11-20 luglio    | +39,8 °C il 18 luglio 2007                         | +8,0 °C il 17 luglio 1970                        |
| 21-31 luglio    | +41,5 °C il 26 luglio 1983                         | +10,0 °C il 23 luglio 1968 e il 28 luglio 1973   |
| 1°-10 agosto    | +42,1 °C il 4 agosto 2017                          | +8,0 °C il 7 agosto 1888                         |
| 11-20 agosto    | +40,3 °C il 13 agosto 2003                         | +9,0 °C il 20 agosto 1968                        |
| 21-31 agosto    | +40,6 °C il 21 agosto 2012                         | +7,6 °C il 31 agosto 2010                        |
| 1°-10 settembre | +37,0 °C il 6 settembre 1973 e il 5 settembre 1982 | +5,4 °C l'6 settembre 2007                       |
| 11-20 settembre | +38,5 °C il 18 settembre 1975                      | +5,3 °C il 17 settembre 2001                     |
| 21-30 settembre | +35,1 °C il 24 settembre 1985                      | +3,0 °C il 30 settembre 1977                     |
| 1°-10 ottobre   | +32,5 °C il 10 ottobre 1970                        | +1,2 °C il 7 ottobre 1971                        |
| 11-20 ottobre   | +32,0 °C l'11 ottobre 1970                         | -0,3 °C il 20 ottobre 2009                       |
| 21-31 ottobre   | +28,6 °C il 24 ottobre 1971                        | -2,5 °C il 30 ottobre 1974                       |
| 1°-10 novembre  | +26,0 °C il 4 novembre 2004                        | -4,0 °C il 10 novembre 1981                      |
| 11-20 novembre  | +23,0 °C l'11 novembre 1985                        | -6,5 °C l'11 novembre 1981                       |
| 21-30 novembre  | +22,5 °C il 25 novembre 1906                       | -8,0 °C il 29 novembre 1973                      |
| 1°-10 dicembre  | +21,0 °C il 4 dicembre 1979                        | -8,0 °C l'8 dicembre 1917                        |
| 11-20 dicembre  | +19,5 °C il 16 dicembre 1989                       | -8,8 °C il 20 dicembre 2009                      |
| 21-31 dicembre  | +20,5 °C il 23 dicembre 1987                       | -8,2 °C il 29 dicembre 1887                      |